# Kim Tae-hee
Kim Tae-hee (김태희?, Kim T'aehŭiLR; Pusan, 29 marzo 1980) è un'attrice sudcoreana, nota per le sue interpretazioni nei serial televisivi Cheon-gug-ui gyedan, Love Story in Harvard, Iris, My Princess e Yong-par-i.

## Biografia
È nata a Pusan, secondogenita dei tre figli di un imprenditore: ha una sorella maggiore, Kim Hee-won, e un fratello minore, l'attore Lee Wan.
Nella prima metà degli anni ottanta si è trasferita con la famiglia nella città di Ulsan. Dopo aver terminato con alti voti la propria istruzione primaria, si è trasferita a Seul per frequentare l'Università Nazionale della città, dalla quale si è laureata in design della moda nel 2005.

### Vita privata
Nel settembre 2012 l'attrice inizia a frequentare il cantante e attore Rain. La coppia si è sposata a Seul il 19 gennaio 2017. Il 25 ottobre 2017 Kim ha partorito una bambina.

## Filmografia

### Cinema
- Seonmul (선물), regia di Oh Ki-hwan (2001)
- Sin-do-si-in (신도시인), regia di Hong Doo-hyun (2002)
- Jungcheon (중천), regia di Jo Dong-oh (2006)
- Ssa-um (싸움), regia di Han Ji-seung (2007)
- Grand Prix (그랑프리), regia di Yang Yun-ho (2010)
- Iris the Movie (아이리스: 더 무비), regia di Yang Yun-ho e Kim Kyu-tae (2010)

### Televisione
- Let's Go (레츠고) – serie TV (2002)
- Screen (스크린) – serie TV (2003)
- Heungbune bagteojyeossne (흥부네 박터졌네) – serie TV (2003)
- Cheon-gug-ui gyedan (천국의 계단) – serie TV (2003)
- Gumiho oejeon (구미호외전) – serie TV (2004)
- Love Story in Harvard (러브스토리 인 하버드) – serie TV (2004)
- Iris (아이리스) – serie TV (2009)
- My Princess (마이 프린세스) – serie TV (2011)
- Boku to Star no 99 Nichi (僕とスターの99日) – serie TV (2011)
- Jang Ok-jeong, sarang-e salda (장옥정, 사랑에 살다) – serie TV (2013)
- Yong-par-i (용팔이) – serie TV (2015)
- Hi Bye, Mama! (하이바이, 마마!?) – serie TV (2020)
- Benvenuti a Samdal-ri (웰컴투 삼달리?, Welcomtu Samdal-riLR) – serie TV (2023-2024)

## Videografia
Kim Tae-hee è apparsa anche nei seguenti video musicali:
- 2002 – "Letter" dei GOD
- 2003 – "Only" di The Jun
- 2004 – "Don't Go Away" di Park Yong-ha